# Lucia discoidea
Lucia discoidea är en fjärilsart som beskrevs av John Henry Leech. Lucia discoidea ingår i släktet Lucia och familjen juvelvingar. Inga underarter finns listade i Catalogue of Life.